# Коровоу
Коровоу (фидж. Korovou, дословно «Новое село») — посёлок в Фиджи, в провинции Тайлеву. Коровоу находится в 31 километре от Наусори.
Посёлок считается центром молочной промышленности Фиджи, которая была основана в конце Первой мировой войны британскими поселенцами. Потомки первых поселенцев до сих пор управляют несколькими молочными фермами в поселении.
Во время переворота на Фиджи в 2000 году сторонники мятежника Джорджа Спейта терроризировали город и прилегающую сельскую местность, и поступали сообщения о том, что полицейские покидают свои посты.
В посёлке есть больница (англ. Korovou Hospital). Недалеко от Коровоу находится пристань Натови, порт, через который ходят паромы в Овалау и Вануа-Леву.